# 愛自己世界巡迴演唱會
愛自己世界巡迴演唱會是韓國男子音樂組合防彈少年團的第三次世界巡迴演唱會，以宣傳他們的新主題「Love Yourself」的系列專輯，包括《Love Yourself 承 'Her'》、《Love Yourself 轉 'Tear'》和《Love Yourself 結 'Answer'》等。巡演於2018年8月25日在韓國首爾奧林匹克主競技場開始，官方於2019年2月19日再次增加場數。北美場及歐洲場於2019年3月1日售票，2019年3月11日巴西場售票，洛杉磯、芝加哥、紐澤西、倫敦、巴黎及聖保羅均售罄，各再追加1日，總計62場演出。

## 背景
2017年在19座城市共40場演唱會門票全席售罄的《2017 BTS Live Trilogy：Episode III The Wings Tour》，是2014年開始的「Trilogy Episode」系列收尾，團隊最終以2017年12月10日於韓國首爾高尺天空巨蛋作為「The Wings Tour」為期近一年的終場演出。「Trilogy Episode」系列正式落幕後，Big Hit娛樂在2018年4月27日宣布防彈少年團將從2018年8月底開始進行新的名為「Love Yourself」的巡迴演唱會（BTS World Tour：Love Yourself）以宣傳「Love Yourself」系列專輯，並透過防彈少年團官方粉絲俱樂部網站、影音分享網站和社群網站公開世界巡演的預告海報及影片，展示了11座城市舉辦的22場演唱會的初始時間表，此次巡演在韓國首演後將陸續造訪美國、加拿大、英國、荷蘭、德國、法國共11座城市，而除了既定日程之外，所屬經紀公司也表示，確定追加的城市場次將在之後公告。
隨著首場演出場地公開為首爾奧林匹克主競技場，這標誌著防彈少年團在出道第五年首次在該場地單獨開演，從出道1年4個月的2014年10月18日，在首爾廣津區廣壯洞兩千人規模的AX-KOREA舉行首場單獨演唱會《BTS 2014 Live Trilogy：Episode II. The Red Bullet》。2015年3千人規模的奧林匹克大廳以及5千人規模的SK奧林匹克手球館單獨演唱會，2016年5月在首尔奥林匹克体操竞技场舉行單獨演唱會《花樣年華 On Stage: Epilogue》，再到2017年防彈少年團來到可容納2萬2千人的高尺天空巨蛋，一步一腳印地拓寬了演唱會規模，證明了粉絲群體的擴增。另外，防彈少年團是在奧林匹克主競技場舉辦單獨演唱會的第12組K-Pop歌手，在此之前有H.O.T.（1999、2001）、神話（2005）、g.o.d（2001、2014）、趙容弼（2003、2005、2008、2009、2010、2018）、東方神起（2005、2006）、李承桓（2007）、李承哲（2010）、JYJ（2010、2014）、李文世（2013）、徐太志（2014、2017）、EXO（2017）。

## 商業表現
根據《體育朝鮮》報導，《Love Yourself》巡迴演唱會於2018年5月5日至6月1日進行歐美場次的門票販售，巡演規模在北美地區共18萬席（14場演唱會），以及歐洲地區10萬席（7場演唱會），總計28萬席規模，而門票在開始預售的同時全數完售，包含了美國（洛杉磯、奧克蘭、沃斯堡、紐華克、芝加哥）、加拿大（哈密爾頓）、英國（倫敦）、荷蘭（阿姆斯特丹）、德國（柏林）、法國（巴黎），共10座城市21場演唱會預售票全數售罄。其中洛杉磯的場次由於大量的門票需求，促使額外場次被新增，增加的場次日期為2018年9月9日，門票於5月9日銷售。
另外，據《韓國聯合通訊社》媒體透露，在2018年10月16日和17日於德國柏林的梅賽德斯-賓士體育館舉行的演出，超過3萬張門票被售出，德國日報《世界報》則表示，兩場演唱會門票在歐洲中部夏令時間6月1日開始售票後9分鐘即宣告售罄。演唱會門票從當天早上9時開始，透過網路、電話和演唱會場地現場進行銷售。因為一部分門票是在現場銷售，所以從凌晨開始就有數百名歌迷蜂擁而至。曾在現場的韓國僑胞在電話訪問中表示「雖然在現場排隊的時候想要同時用電話和網路購票，但是因為粉絲們一下子湧入售票網站，所以連線卡住、當掉了」他還說道「有些在現場沒買到票的粉絲們也哭了」。而門票最低價為73歐元，最高價349歐元。據悉，演唱會門票完售後，在黑市的最高交易價為500歐元。

## 表演清單
1. IDOL
2. Save ME
3. I'm Fine
4. Magic Shop
5. Trivia 起：Just Dance（j-hope獨唱）
6. Euphoria（Jung Kook獨唱）
7. I NEED U
8. RUN
9. Serendipity（Jimin獨唱）
10. Trivia 承：Love（RM獨唱）
11. DNA
12. 21世紀少女
13. 與其苦惱不如Go
14. 血汗淚
15. Boy In Luv
16. Danger
17. Airplane pt.2
18. Singularity（V獨唱）
19. FAKE LOVE
20. Trivia 轉：Seesaw（SUGA獨唱）
21. Epiphany（Jin獨唱）
22. 無法傳遞的真心
23. Outro：Tear
24. MIC Drop

安可舞臺：
1. So What
2. Anpanman
3. Answer：Love Myself

1. IDOL
2. Save ME
3. I'm Fine
4. Magic Shop
5. Trivia 起：Just Dance（j-hope獨唱）
6. Euphoria（Jung Kook獨唱）
7. I NEED U
8. RUN
9. Serendipity（Jimin獨唱）
10. Trivia 承：Love（RM獨唱）
11. DNA
12. 興彈少年團
13. 進擊的防彈
14. FIRE
15. Silver Spoon
16. DOPE
17. Airplane pt.2
18. Singularity（V獨唱）
19. FAKE LOVE
20. Trivia 轉：Seesaw（SUGA獨唱）
21. Epiphany（Jin獨唱）
22. 無法傳遞的真心
23. Outro：Tear
24. MIC Drop

安可舞臺：
1. So What
2. Anpanman
3. Answer：Love Myself

1. IDOL
2. Save ME
3. I'm Fine
4. Magic Shop
5. Trivia 起：Just Dance（j-hope獨唱）
6. Euphoria（Jung Kook獨唱）
7. I NEED U
8. RUN
9. Serendipity（Jimin獨唱）
10. Trivia 承：Love（RM獨唱）
11. DNA
12. 21世紀少女
13. 與其苦惱不如Go
14. 血汗淚
15. Boy In Luv
16. Danger
17. Airplane pt.2
18. Singularity（V獨唱）
19. FAKE LOVE
20. Trivia 轉：Seesaw（SUGA獨唱）
21. Epiphany（Jin獨唱）
22. 無法傳遞的真心
23. Outro：Tear
24. MIC Drop

安可舞臺：
1. So What
2. Anpanman
3. Answer：Love Myself

1. IDOL
2. Save ME
3. I'm Fine
4. Magic Shop
5. Trivia 起：Just Dance（j-hope獨唱）
6. Euphoria（Jung Kook獨唱）
7. I NEED U
8. RUN
9. Serendipity（Jimin獨唱）
10. Trivia 承：Love（RM獨唱）
11. DNA
12. 興彈少年團
13. 進擊的防彈
14. FIRE
15. Silver Spoon
16. DOPE
17. Airplane pt.2
18. Singularity（V獨唱）
19. FAKE LOVE
20. Trivia 轉：Seesaw（SUGA獨唱）
21. Epiphany（Jin獨唱）
22. 無法傳遞的真心
23. Outro：Tear
24. MIC Drop

安可舞臺：
1. So What
2. Anpanman
3. Answer：Love Myself

1. IDOL
2. Save ME
3. I'm Fine
4. Magic Shop
5. Trivia 起：Just Dance（j-hope獨唱）
6. Euphoria（Jung Kook獨唱）
7. I NEED U
8. RUN
9. Serendipity（Jimin獨唱）
10. Trivia 承：Love（RM獨唱）
11. DNA
12. DOPE
13. 與其苦惱不如Go
14. 血汗淚
15. Boy In Luv
16. FIRE
17. Airplane pt.2
18. Singularity（V獨唱）
19. FAKE LOVE
20. Trivia 轉：Seesaw（SUGA獨唱）
21. Epiphany（Jin獨唱）
22. 無法傳遞的真心
23. Outro：Tear
24. MIC Drop

安可舞臺：
1. IDOL
2. Save ME
3. I'm Fine
4. Magic Shop
5. Trivia 起：Just Dance（j-hope獨唱）
6. Euphoria（Jung Kook獨唱）
7. I NEED U
8. RUN
9. Serendipity（Jimin獨唱）
10. Trivia 承：Love（RM獨唱）
11. DNA
12. 興彈少年團
13. 進擊的防彈
14. FIRE
15. Silver Spoon
16. DOPE
17. Airplane pt.2
18. Singularity（V獨唱）
19. FAKE LOVE
20. Trivia 轉：Seesaw（SUGA獨唱）
21. Epiphany（Jin獨唱）
22. 無法傳遞的真心
23. Outro：Tear
24. MIC Drop

安可舞臺：

## 巡演時間表
| 日期                             | 城市            | 國家/地區       | 演出場地                       | 上座數                        | 收益 (美金)     |
| 第一階段 — 亞洲                  | 第一階段 — 亞洲 | 第一階段 — 亞洲 | 第一階段 — 亞洲                | 第一階段 — 亞洲               | 第一階段 — 亞洲 |
| -------------------------------- | --------------- | --------------- | ------------------------------ | ----------------------------- | --------------- |
| 2018年8月25日                    | 首爾            |                 | 首爾奧林匹克主競技場           | 90,000/90,000                 | $8,411,739      |
| 2018年8月26日                    | 首爾            |                 | 首爾奧林匹克主競技場           | 90,000/90,000                 | $8,411,739      |
| 第二階段 — 北美洲                |                 |                 |                                |                               |                 |
| 2018年9月5日                     | 洛杉矶          | 美国            | 史坦波中心                     | 180,000/180,000               | 不適用          |
| 2018年9月6日                     | 洛杉矶          | 美国            | 史坦波中心                     | 180,000/180,000               | 不適用          |
| 2018年9月8日                     | 洛杉矶          | 美国            | 史坦波中心                     | 180,000/180,000               | 不適用          |
| 2018年9月9日                     | 洛杉矶          | 美国            | 史坦波中心                     | 180,000/180,000               | 不適用          |
| 2018年9月12日                    | 奧克蘭          | 美国            | 甲骨文體育館                   | 180,000/180,000               | 不適用          |
| 2018年9月15日                    | 沃思堡          | 美国            | 沃思堡會議中心                 | 180,000/180,000               | 不適用          |
| 2018年9月16日                    | 沃思堡          | 美国            | 沃思堡會議中心                 | 180,000/180,000               | 不適用          |
| 2018年9月20日                    | 哈密爾頓        | 加拿大          | 第一安大略中心                 | 180,000/180,000               | 不適用          |
| 2018年9月22日                    | 哈密爾頓        | 加拿大          | 第一安大略中心                 | 180,000/180,000               | 不適用          |
| 2018年9月23日                    | 哈密爾頓        | 加拿大          | 第一安大略中心                 | 180,000/180,000               | 不適用          |
| 2018年9月28日                    | 紐華克          | 美国            | 保德信中心                     | 180,000/180,000               | 不適用          |
| 2018年9月29日                    | 紐華克          | 美国            | 保德信中心                     | 180,000/180,000               | 不適用          |
| 2018年10月2日                    | 芝加哥          | 美国            | 聯合中心                       | 180,000/180,000               | 不適用          |
| 2018年10月3日                    | 芝加哥          | 美国            | 聯合中心                       | 180,000/180,000               | 不適用          |
| 2018年10月6日                    | 紐約            | 美国            | 花旗球場                       | 40,000/40,000                 | 不適用          |
| 第三階段 — 歐洲                  |                 |                 |                                |                               |                 |
| 2018年10月9日                    | 倫敦            | 英国            | O2體育館                       | 31,475/32,278                 | $4,943,140      |
| 2018年10月10日                   | 倫敦            | 英国            | O2體育館                       | 31,475/32,278                 | $4,943,140      |
| 2018年10月13日                   | 阿姆斯特丹      | 荷蘭            | Ziggo巨蛋體育館                | 13,893/13,893                 | $2,250,000      |
| 2018年10月16日                   | 柏林            | 德国            | 梅賽德斯-賓士體育館            | 30,000/30,000                 | 不適用          |
| 2018年10月17日                   | 柏林            | 德国            | 梅賽德斯-賓士體育館            | 30,000/30,000                 | 不適用          |
| 2018年10月19日                   | 巴黎            | 法國            | 巴黎貝爾西體育館               | 28,149/28,149                 | $4,580,000      |
| 2018年10月20日                   | 巴黎            | 法國            | 巴黎貝爾西體育館               | 28,149/28,149                 | $4,580,000      |
| 第四階段 — 亞洲                  |                 |                 |                                |                               |                 |
| 2018年11月13日                   | 東京            | 日本            | 東京巨蛋                       | 380,000/380,000               | $44,477,061     |
| 2018年11月14日                   | 東京            | 日本            | 東京巨蛋                       | 380,000/380,000               | $44,477,061     |
| 2018年11月21日                   | 大阪            | 日本            | 大阪巨蛋                       | 不適用                        | $44,477,061     |
| 2018年11月23日                   | 大阪            | 日本            | 大阪巨蛋                       | 不適用                        | $44,477,061     |
| 2018年11月24日                   | 大阪            | 日本            | 大阪巨蛋                       | 不適用                        | $44,477,061     |
| 2018年12月8日                    | 桃園市          | 臺灣            | 桃園國際棒球場                 | 50,000/50,000                 | $7,111,720      |
| 2018年12月9日                    | 桃園市          | 臺灣            | 桃園國際棒球場                 | 50,000/50,000                 | $7,111,720      |
| 2019年1月12日                    | 名古屋          | 日本            | 名古屋巨蛋                     | 不適用                        | 不適用          |
| 2019年1月13日                    | 名古屋          | 日本            | 名古屋巨蛋                     | 不適用                        | 不適用          |
| 2019年1月19日                    | 新加坡          | 新加坡          | 新加坡國家體育場               | 45,000/45,000                 | 不適用          |
| 2019年2月16日                    | 福岡            | 日本            | 福岡巨蛋                       | 不適用                        | 不適用          |
| 2019年2月17日                    | 福岡            | 日本            | 福岡巨蛋                       | 不適用                        | 不適用          |
| 2019年3月20日                    | 香港            | 香港            | 亞洲國際博覽館                 | 56,000/56,000                 | 不適用          |
| 2019年3月21日                    | 香港            | 香港            | 亞洲國際博覽館                 | 56,000/56,000                 | 不適用          |
| 2019年3月23日                    | 香港            | 香港            | 亞洲國際博覽館                 | 56,000/56,000                 | 不適用          |
| 2019年3月24日                    | 香港            | 香港            | 亞洲國際博覽館                 | 56,000/56,000                 | 不適用          |
| 2019年4月6日                     | 曼谷            | 泰國            | 拉加曼加拉體育場               | 80,000/80,000                 | 不適用          |
| 2019年4月7日                     | 曼谷            | 泰國            | 拉加曼加拉體育場               | 80,000/80,000                 | 不適用          |
| 總計                             | 總計            | 總計            | 總計                           | 1,015,368 / 1,016,171 (99.9%) | $71,773,660+    |
| 'LOVE YOURSELF : SPEAK YOURSELF' |                 |                 |                                |                               |                 |
| 第五階段 — 北美洲                |                 |                 |                                |                               |                 |
| 2019年5月4日                     | 洛杉磯          | 美国            | 玫瑰盃球場                     | 113,040 / 113,040             | 不適用          |
| 2019年5月5日                     | 洛杉磯          | 美国            | 玫瑰盃球場                     | 113,040 / 113,040             | 不適用          |
| 2019年5月11日                    | 芝加哥          | 美国            | 軍人球場                       | 88,156/88,156                 | $13,345,795     |
| 2019年5月12日                    | 芝加哥          | 美国            | 軍人球場                       | 88,156/88,156                 | $13,345,795     |
| 2019年5月18日                    | 紐澤西          | 美国            | 大都會人壽體育場               | 98,574/98,574                 | $14,050,410     |
| 2019年5月19日                    | 紐澤西          | 美国            | 大都會人壽體育場               | 98,574/98,574                 | $14,050,410     |
| 第六階段 — 南美洲                |                 |                 |                                |                               |                 |
| 2019年5月25日                    | 聖保羅          | 巴西            | 安聯公園                       | 84,728 / 84,728               | $7,712,318      |
| 2019年5月26日                    | 聖保羅          | 巴西            | 安聯公園                       | 84,728 / 84,728               | $7,712,318      |
| 第七階段 — 歐洲                  |                 |                 |                                |                               |                 |
| 2019年6月1日                     | 倫敦            | 英国            | 溫布利球場                     | 114,583 / 114,583             | $13,545,702     |
| 2019年6月2日                     | 倫敦            | 英国            | 溫布利球場                     | 114,583 / 114,583             | $13,545,702     |
| 2019年6月7日                     | 巴黎            | 法國            | 法蘭西體育場                   | 107,328 / 107,328             | $13,728,598     |
| 2019年6月8日                     | 巴黎            | 法國            | 法蘭西體育場                   | 107,328 / 107,328             | $13,728,598     |
| 第八階段 — 亞洲                  |                 |                 |                                |                               |                 |
| 2019年7月6日                     | 大阪            | 日本            | 長居陸上競技場                 | 101,554 / 101,554             | $9,832,610      |
| 2019年7月7日                     | 大阪            | 日本            | 長居陸上競技場                 | 101,554 / 101,554             | $9,832,610      |
| 2019年7月13日                    | 靜岡            | 日本            | 靜岡縣小笠山綜合運動公園體育場 | 107,153 / 107,153             | $10,486,317     |
| 2019年7月14日                    | 靜岡            | 日本            | 靜岡縣小笠山綜合運動公園體育場 | 107,153 / 107,153             | $10,486,317     |
| 2019年10月11日                   | 利雅德          | 沙烏地阿拉伯    | 法赫德國王國際體育場           | 31,899 / 37,141               | $4,381,560      |
| 2019年10月26日                   | 首尔            |                 | 首爾奧林匹克主競技場           | 129,268 / 129,268             | $12,109,026     |
| 2019年10月27日                   | 首尔            |                 | 首爾奧林匹克主競技場           | 129,268 / 129,268             | $12,109,026     |
| 2019年10月29日                   | 首尔            |                 | 首爾奧林匹克主競技場           | 129,268 / 129,268             | $12,109,026     |
| 總計                             | 總計            | 總計            | 總計                           | 976,283 / 981,525 (99.47%)    | $115,749,851    |

## 票房數據
| 城市     | 舉行地點             | 已售門票 / 總門票      | 票房收入（美元） |
| -------- | -------------------- | ---------------------- | ---------------- |
| 韓國首爾 | 首爾奧林匹克主競技場 | 90,000 / 90,000 (100%) | $8,411,739       |

## 媒体直播
防弹少年团的V LIVE频道在4月26日发布了预告片，宣布了防弹少年团的世界巡演演唱会的后续巡演 《BTS World Tour “Love Yourself： Speak Yourself”》英国站的第一场将在6月2日的凌晨3点半 (韩国标准时间) 进行V LIVE+的付费网络直播。这是防弹少年团出道以后，有史以来首个V LIVE在海外区域进行演唱会的全程直播。 也是继2017年世界巡回的安可演唱会《2017 BTS Live Trilogy：Episode III The Wings Tour - THE FINAL in Seoul》在相隔近1年6个月之后再次进行全程直播。